# Sophronica atripennis
Sophronica atripennis là một loài bọ cánh cứng trong họ Cerambycidae.